# Kicsi-Csemő-rétláp
Csíkverebes nyugati határában, az Olt folyó jobb oldali árterén terül el a Kicsi-Csemő rétláp.

## Leírás
Tusnád és Csíkverebes környékén feltörő ásványforrások környékén több láp alakult ki a régmúltban. A csíkverebesi vasútállomás mellett elterülő rétláp 1995-óta védett terület. Több növénytani ritkaságnak ad otthont, ilyenek a tarajos pajzsika, a lisztes kankalin, sárga nőszirom, kék csatavirág, vörös csenkesz, a közönséges lizinka, az orvosi angyalgyökér. Itt él a jégkorszakbeli maradványnövény, a törpe nyír.  
A védett terület eredetileg 5 ha volt, melyet 2005-ben 6,2 ha bővítettek.

## Külső hivatkozások
- Archiválva 2016. augusztus 3-i dátummal a Wayback Machine-ben